# Eerste Kamerverkiezingen 2019/Kandidatenlijst/OSF
De kandidatenlijst voor de Eerste Kamerverkiezingen van 2019 van de lijst Onafhankelijke Senaatsfractie (lijstnummer 12) is na controle door de Kiesraad als volgt vastgesteld:
1. Gerbrandy G. (Gerben) (m), Gauw
2. Raven A.C.M. (Ton) (m), Geleen
3. van Gorp J.C.P. (John) (m), Tilburg
4. Schmaal H.J. (Henk Jan) (m), Veendam
5. Luca R.E. (Roy) (m), Zeist